# Ice & Fire
Ice & Fire (англ. Лід і полум'я) — американська відеогра 1995 року від Zombie Studios, що вийшла на Microsoft Windows 95.

## Розробка
Ice & Fire — проєкт, створений за допомогою творців відеогри Тетріс Олексія Пажитнова й Володимира Похилька. Маркетинговий бюджет гри становив 1 мільйон доларів.

## Огляди
GameSpot оцінив гру в 5 балів з 10, зазначивши: «Ця гра випробовує терпіння і логіку, а фанати Doom знайдуть тут єдину схожість — перспективу від першої особи й букву «D» у назві. Нудна головоломка в одязі екшену».